# Jonathan Schaeffer
Ne doit pas être confondu avec Jon Schaffer.
Jonathan Herbert Schaeffer (né en 1957) est un chercheur canadien spécialiste en intelligence artificielle, enseignant à l'université de l'Alberta et titulaire de la Canada Research Chair en intelligence artificielle de cette université.
Il dirigea l'équipe ayant écrit Chinook, le plus fort programme de dames américaines. Schaeffer fait partie du groupe de recherche ayant créé Polaris, un programme jouant à la variante de poker connue sous le nom de Texas hold'em.

## Formation
Né à Toronto en 1957, il devint BoS en 1979 à l'université de Toronto ; en 1986, il reçut un Ph.D. en mathématiques à l'université de Waterloo. Schaeffer a atteint le niveau de maitre national d'échecs (lequel correspond à peu près au titre de
maitre FIDE) vers 1980, mais n'a plus joué en compétition depuis cette époque.

## Chinook
À partir de 1987, Jonathan Schaeffer dirigea l'équipe ayant écrit Chinook, un programme de dames américaines qui est le premier programme informatique à avoir gagné un titre de champion du monde dans une compétition d'un jeu stratégique abstrait. Il remporta ce titre en 1994 contre Marion Tinsley (mais cette victoire fut à l'époque considérée comme contestable, Marion Tinsley, déjà souffrant d'un cancer, ayant abandonné le match en cours de rencontre). En 2007, après 18 années de calcul, le programme démontrait que la partie est toujours nulle si aucun des adversaires ne commet d'erreur,, mettant en un certain sens un point final à la théorie de ce jeu.

## Polaris
Jonathan Schaeffer est toujours membre du groupe de recherche sur la programmation du poker à l'université de l'Alberta, qu'il a dirigé jusqu'en 2004. Ce groupe a développé plusieurs programmes performants pour jouer la variante appelée Texas hold'em ; le premier et le plus général d'entre eux est Poki, qui utilise la méthode de Monte-Carlo pour choisir sa stratégie durant une partie. Plus récemment, le groupe s'est concentré sur la variante à deux joueurs (dite « Heads-Up »), développant une série de programmes qui approchent un équilibre de Nash pour ce jeu.
En juillet 2007, Jonathan Schaeffer annonça une compétition entre le plus récent de leurs programmes, Polaris, et deux joueurs professionnels, Phil Laak et Ali Eslami (en). Elle eut lieu à la conférence de 2007 de l'Association for the Advancement of Artificial Intelligence (AAAI), où se tenait également une compétition internationale de programmes de poker ; Polaris perdit d'une faible marge contre les humains, mais gagna la compétition entre programmes,. En 2008, une version mise à jour de Polaris gagna contre une équipe de joueurs professionnels la deuxième compétition de poker hommes-machines.

## Depuis 2012
Depuis juillet 2012, Jonathan Schaeffer est doyen du département des sciences de l'université de l'Alberta ; il est par ailleurs membre fondateur de Onlea, une organisation à but non lucratif produisant de l'enseignement en ligne « de haut niveau de créativité et de qualité ».